# 세이그레이스
그레이스 슈얼(Grace Sewell, 1997년 4월 8일 ~ )은 활동명 그레이스(Grace) 또는 세이그레이스(Saygrace)로 활동하는 오스트레일리아의 싱어송라이터이다. 레슬리 고어의 1963년 곡 "You Don't Own Me"을 리메이크함으로써 이름을 알렸다.

## 성장배경
그녀는 스모키 로빈슨, 재니스 조플린, 셜리 배시, 에이미 와인하우스 등을 즐겨 들으며 자라왔다. 그녀의 집안은 뮤지션 집안으로써 그녀의 조부모는 비지스의 깁 브라더스와 투어를 다니기도 하였으며 오빠인 콘레드 슈얼은 호주의 싱어송라이터로 카이고의 Firestone을 피쳐링 했으며 그의 싱글 Hold Me Up은 ARIA Chart 39위를 기록하였고 그 다음 싱글인 Start Again은 ARIA Chart 1위를 기록함으로써 ARIA Chart 역사상 최초로 각각 1위를 차지한 형재자매가 되었다.